# サワ2世 (セルビア大主教)
聖サワ2世（セルビア語: Свети Сава II、? - 1268/71年）は、正教会の聖人であり、セルビア正教会の大主教。「サワ」は日本正教会における表記であり、セルビア語からは聖サヴァ2世とも表記し得る。

## 生涯
初代セルビア王ステファン・ネマニッチの子であり、初代セルビア正教会首座主教であるサワ（1世）の甥である。叔父と同様、謙虚な人柄が伝えられている。
1266年にセルビア大主教に着座。教会の指導に愛を以て献身したと伝えられる。永眠年については諸説あり、1268年、1269年、1271年といった年号が伝えられている。記憶日は2月8日（ユリウス暦使用教会では2月21日に相当）。不朽体はコソヴォのペーチにある。